# Чуваш-Кубово
Чуваш-Кубово (баш. Сыуаш-Ҡобау) — село в Иглинском районе Башкортостана, административный центр Чуваш-Кубовского сельсовета.  Согласно переписи 2025 года население составляло 252 человека.

## Географическое положение
Расположено в левобережье реки Лобовка в 10 км к северо-востоку от Иглино и в 35 км от Уфы.
На северной окраине села находится ж.-д. платформа Чуваш-Кубово на линии Уфа — Челябинск. Через село проходит автодорога Иглино — Кудеевский.

## Население
| 2002 | 2009  | 2010  |
| ---- | ----- | ----- |
| 1464 | ↗1666 | ↘1602 |

## История
Известно с 1675 под названием Кубово (от этнонима «кобау»). Основано башкирами Кубовской волости Ногайской дороги на собственных землях. По договору от 1715 года о припуске здесь поселились ясачные марийцы, в 1773 году на тех же условиях — чуваши-новокрещены.
Башкиры д. Кубово припустили чуваш на свои земли согласно договорной записи 16 августа 1771 г. Об этом говорится в договоре от 4 июля 1773:
… башкирцы дали сию запись ис чуваш новокрещенам Уфимского уезду Ногайской дороги из деревни Гунак Родиону Алексееву Салуде с товарыщи да ис Казанского и ис других уездов перешедшим приписанным в ведомство Уфимской провинции Никите Игнатьеву Савриле, Михайле Иванову, Михалке, Федору Леонтьеву Ягунке с товарыщи, всего в 25-ти дворах живущим, в том, что мы, Яхъя Кадыргулов с товарыщи, и одной нашей тюбы вотчинники башкирцы, в 13-ти дворах живущие, со общаго… согласия по договорному… письму, которое объявлено 1771-го году августа 16-го числа в Уфимскую провинциальную канцелярию, припустили оных новокрещен Родиона Алексеева с товарыщи в деревню Кубов на вотчинную свою землю (границы её по ориентирам рр. Бултюр, Убушады, Яба, Тюл-Куль, Лабов)… отныне впредь 40 лет. За довольствование же в вышеписанных ограниченных местах платить им нам оброку на каждый год по 5-ти руб."

Кроме этого, чувашам были возложены и другие обязанности: 
«… чрез речки и болоты и мосты мостить и починивать им, новокрещенам, и проезжающих мимо оной деревни Кубово военнослужащих разного чина людей овсом и сеном довольствовать, и по подорожнам им как военнослужащим, так и посылающимся по казенным делам из деревень Текеевой, Мелегесевой и из Миневой, и ис протчих деревень проезжающим подводы давать, кроме нас, башкирцов, беспрепятственно, а нас, башкирцов, к тому ни в чём не принуждать»
В 1770 село посетил учёный-естествоиспытатель П. С. Паллас.
В 1795 в 23 дворах проживало 178 человек. В 1811 году в 100 дворах проживали 440 чувашей.
В 1834 году в списках сёл показано 2 деревни под названием Чуваш-Кубово при р. Лобово, отстоящие друг от друга в 5 верстах: в первой 67 дворов (498 человек) владело 69 лошадьми, 270 коровами, 548 овцами, 70 козами, во второй на 64 двора (524 человека) приходилось 340 лошадей, 70 коров, 240 овец, 100 коз. В первой было 80 ульев, во второй — 150. Тогда же в первой зафиксирована церковь.
В 1865 в 98 дворах — 671 человек. Занимались скот‑вом, земледелием, пчеловодством, изготовлением дер. изделий.
В 1906 году в селе имелись церковь, 2 министерских училища, винная и 4 бакалейные лавки, хлебозапасный магазин.

## Религия
В селе есть православная церковь.